# Чемпіонат світу з футболу 2014 (кваліфікаційний раунд, УЄФА, група B)
Кваліфікаційний раунд чемпіонату світу з футболу 2014 в зоні УЄФА у Групі B визначив учасника ЧС-2014 у Бразилії від УЄФА. Ним стала збірна Італії. 

## Турнірна таблиця
| М  | Команда  | І  | В | Н | П | МЗ | МП | РМ  | О  |
| -- | -------- | -- | - | - | - | -- | -- | --- | -- |
| 1. | Італія   | 10 | 6 | 4 | 0 | 19 | 9  | +10 | 22 |
| 2. | Данія    | 10 | 4 | 4 | 2 | 17 | 12 | +5  | 16 |
| 3. | Чехія    | 10 | 4 | 3 | 3 | 13 | 9  | +4  | 15 |
| 4. | Болгарія | 10 | 3 | 4 | 3 | 14 | 9  | +5  | 13 |
| 5. | Вірменія | 10 | 4 | 1 | 5 | 12 | 13 | −1  | 13 |
| 6. | Мальта   | 10 | 1 | 0 | 9 | 5  | 28 | −23 | 3  |

## Результати
Розклад матчів був обговорений у Празі, Чехія 28 листопада 2011.
| 7 вересня 2012 20:00 UTC+2 |

| Мальта | 0 – 1           | Вірменія     |
| ------ | --------------- | ------------ |
|        | Протокол(англ.) | Саркісов 70' |

| Національний, Та'Калі Арбітр: Рене Айзнер (Австрія) |

| 7 вересня 2012 21:45 UTC+3 |

| Болгарія                | 2 – 2           | Італія            |
| ----------------------- | --------------- | ----------------- |
| Манолев 30' Миланов 66' | Протокол(англ.) | Освальдо 36', 40' |

| Васил Левський, Софія Арбітр: Мартін Аткінсон (Англія) |

| 8 вересня 2012 20:15 UTC+2 |

| Данія | 0 – 0           | Чехія |
| ----- | --------------- | ----- |
|       | Протокол(англ.) |       |

| Паркен, Копенгаген Арбітр: Вольфганг Штарк (Німеччина) |

| 11 вересня 2012 21:00 UTC+3 |

| Болгарія    | 1 – 0           | Вірменія |
| ----------- | --------------- | -------- |
| Манолев 43' | Протокол(англ.) |          |

| Васил Левський, Софія Арбітр: Стефан Штудер (Швейцарія) |

| 11 вересня 2012 20:45 UTC+2 |

| Італія                    | 2 – 0           | Мальта |
| ------------------------- | --------------- | ------ |
| Дестро 5' Коен 90+2' (аг) | Протокол(англ.) |        |

| Стадіо Альберто Бралья, Модена Глядачів: 18,000 Арбітр: Антті Мунукка (Фінляндія) |

| 12 жовтня 2012 18:00 UTC+2 |

| Чехія                                    | 3 – 1           | Мальта     |
| ---------------------------------------- | --------------- | ---------- |
| Гебре Селассіє 34' Пекгарт 52' Резек 67' | Протокол(англ.) | Бріффа 38' |

| Плзенський стадіон, Плзень Арбітр: Анар Салманов (Азербайджан) |

| 12 жовтня 2012 21:00 UTC+4 |

| Вірменія     | 1 – 3           | Італія                                     |
| ------------ | --------------- | ------------------------------------------ |
| Мхітарян 28' | Протокол(англ.) | Пірло 11' (пен.) Де Россі 64' Освальдо 82' |

| Раздан, Єреван Арбітр: Марійо Страхоня (Хорватія) |

| 12 жовтня 2012 21:00 UTC+3 |

| Болгарія    | 1 – 1           | Данія        |
| ----------- | --------------- | ------------ |
| Рангелов 7' | Протокол(англ.) | Бендтнер 40' |

| Васил Левський, Софія Глядачів: 24 000 Арбітр: Тоні Шапрон (Франція) |

| 16 жовтня 2012 20:00 UTC+2 |

| Чехія | 0 – 0           | Болгарія |
| ----- | --------------- | -------- |
|       | Протокол(англ.) |          |

| Дженералі Арена, Прага Глядачів: 16 163 Арбітр: Владислав Безбородов (Росія) |

| 16 жовтня 2012 20:45 UTC+2 |

| Італія                                   | 3 – 1           | Данія       |
| ---------------------------------------- | --------------- | ----------- |
| Монтоліво 34' Де Россі 37' Балотеллі 54' | Протокол(англ.) | Квіст 45+1' |

| Сан Сіро, Мілан Глядачів: 37 027 Арбітр: Дамир Скомина (Словенія) |

| 22 березня 2013 18:00 UTC+2 |

| Болгарія                                                | 6 – 0           | Мальта |
| ------------------------------------------------------- | --------------- | ------ |
| Тонев 6', 38', 68' І. Попов 47' Гаргоров 55' Іванов 78' | Протокол(англ.) |        |

| Васил Левський, Софія Глядачів: 0 Арбітр: Ейтан Шемеулевич (Ізраїль) |

| 22 березня 2013 20:30 UTC+1 |

| Чехія | 0 – 3           | Данія                              |
| ----- | --------------- | ---------------------------------- |
|       | Протокол(англ.) | Корнеліус 57' К'єр 67' Сімлінг 82' |

| Арбітр: Мануел Де Соуза (Португалія) |

| 26 березня 2013 20:00 UTC+4 |

| Вірменія | 0 – 3           | Чехія                       |
| -------- | --------------- | --------------------------- |
|          | Протокол(англ.) | Видра 47', 81' Коларж 90+4' |

| Республіканський, Єреван Арбітр: Крістіан Балай (Румунія) |

| 26 березня 2013 20:15 UTC+1 |

| Данія            | 1 – 1           | Болгарія    |
| ---------------- | --------------- | ----------- |
| Аггер 63' (пен.) | Протокол(англ.) | Манолев 51' |

| Паркен, Копенгаген Арбітр: Фірат Айдінус (Туреччина) |

| 26 березня 2013 20:45 UTC+1 |

| Мальта | 0 – 2           | Італія                   |
| ------ | --------------- | ------------------------ |
|        | Протокол(англ.) | Балотеллі 8' (пен.), 45' |

| Національний, Та'Калі Арбітр: Сердар Гезюбююк (Нідерланди) |

| 7 червня 2013 20:00 UTC+4 |

| Вірменія | 0 – 1           | Мальта    |
| -------- | --------------- | --------- |
|          | Протокол(англ.) | Міфсуд 8' |

| Республіканський, Єреван Арбітр: Арнольд Гантер (Північна Ірландія) |

| 8 червня 2013 20:45 UTC+2 |

| Чехія | 0 – 0           | Італія |
| ----- | --------------- | ------ |
|       | Протокол(англ.) |        |

| Дженералі Арена, Прага Арбітр: Свен Оддвар Моен (Норвегія) |

| 11 червня 2013 20:15 UTC+2 |

| Данія | 0 – 4           | Вірменія                                  |
| ----- | --------------- | ----------------------------------------- |
|       | Протокол(англ.) | Мовсісян 1', 59' Езбіліз 19' Мхітарян 82' |

| Паркен, Копенгаген Арбітр: Олексій Ніколаєв (Росія) |

| 6 вересня 2013 18:00 UTC+2 |

| Чехія         | 1 - 2           | Вірменія                  |
| ------------- | --------------- | ------------------------- |
| Росицький 70' | Протокол(англ.) | Мкртчян 31' Казарян 90+2' |

| Еден Арена, Прага Глядачів: 17 628 Арбітр: Антоні Готьє (Франція) |

| 6 вересня 2013 20:00 UTC+2 |

| Мальта     | 1 – 2           | Данія                           |
| ---------- | --------------- | ------------------------------- |
| Фейлла 38' | Протокол(англ.) | Андреасен 2' Каміллері 52' (аг) |

| Національний, Та'Калі Глядачів: 10 000 Арбітр: Анастасіос Сідіропулос (Греція) |

| 6 вересня 2013 20:45 UTC+2 |

| Італія         | 1 – 0           | Болгарія |
| -------------- | --------------- | -------- |
| Джилардіно 38' | Протокол(англ.) |          |

| Стадіо Ренцо Барбера, Палермо Глядачів: 28 662 Арбітр: Карлос Веласко Карбальйо (Іспанія) |

| 10 вересня 2013 20:00 UTC+4 |

| Вірменія | 0 – 1           | Данія            |
| -------- | --------------- | ---------------- |
|          | Протокол(англ.) | Аггер 73' (пен.) |

| Раздан, Єреван Глядачів: 25 000 Арбітр: Бас Нейгуйс (Нідерланди) |

| 10 вересня 2013 20:00 UTC+2 |

| Мальта      | 1 – 2           | Болгарія                 |
| ----------- | --------------- | ------------------------ |
| Геррера 78' | Протокол(англ.) | Димитров 9' Гаргоров 59' |

| Національний, Та'Калі Глядачів: 4 844 Арбітр: Александру Тудор (Румунія) |

| 10 вересня 2013 20:45 UTC+2 |

| Італія                           | 2 – 1           | Чехія     |
| -------------------------------- | --------------- | --------- |
| К'єліні 51' Балотеллі 54' (пен.) | Протокол(англ.) | Козак 19' |

| Ювентус Стедіум, Турин Глядачів: 35 299 Арбітр: Йонас Ерікссон (Швеція) |

| 11 жовтня 2013 19:00 UTC+4 |

| Вірменія                   | 2 – 1           | Болгарія  |
| -------------------------- | --------------- | --------- |
| Езбіліз 45+1' Мовсісян 87' | Протокол(англ.) | Попов 61' |

| Республіканський стадіон, Єреван Арбітр: Фелікс Брих (Німеччина) |

| 11 жовтня 2013 19:30 UTC+2 |

| Мальта     | 1 – 4           | Чехія                                         |
| ---------- | --------------- | --------------------------------------------- |
| Міфсуд 47' | Протокол(англ.) | Гюбшман 3' Лафата 34' Кадлець 51' Пекгарт 90' |

| Національний, Та'Калі Арбітр: Матей Юг (Словенія) |

| 11 жовтня 2013 20:15 UTC+2 |

| Данія               | 2 – 2           | Італія                      |
| ------------------- | --------------- | --------------------------- |
| Бендтнер 45+1', 79' | Протокол(англ.) | Освальдо 28' Аквілані 90+1' |

| Паркен, Копенгаген Арбітр: Стефан Ланнуа (Франція) |

| 15 жовтня 2013 21:15 UTC+3 |

| Болгарія | 0 – 1           | Чехія      |
| -------- | --------------- | ---------- |
|          | Протокол(англ.) | Дочкал 52' |

| Васил Левський, Софія Арбітр: Віктор Кашшаї (Угорщина) |

| 15 жовтня 2013 20:15 UTC+2 |

| Данія                                                                  | 6 – 0           | Мальта |
| ---------------------------------------------------------------------- | --------------- | ------ |
| Расмуссен 8', 74' Аггер 11' (пен.), 39' (пен.) Б'єллан 28' Нільсен 84' | Протокол(англ.) |        |

| Паркен, Копенгаген Арбітр: Александар Ставрев (Македонія) |

| 15 жовтня 2013 20:45 UTC+2 |

| Італія                     | 2 – 2           | Вірменія                 |
| -------------------------- | --------------- | ------------------------ |
| Флоренці 24' Балотеллі 76' | Протокол(англ.) | Мовсісян 4' Мхітарян 70' |

| Сан-Паоло, Неаполь Арбітр: Майкл Олівер (Англія) |

## Бомбардири
5 голів
| - Маріо Балотеллі |

4 голи
| - Юра Мовсісян | - Даніель Аггер | - Пабло Освальдо |

3 голи
| - Станіслав Манолєв - Александар Тонєв | - Генріх Мхітарян | - Ніклас Бендтнер |  |